# François Lespingola
François Lespingola est un sculpteur français né à Joinville en 1644 et mort à Paris le 16 juillet 1705.

## Biographie
François Lespingola séjourna à l'académie de France à Rome entre 1665 et 1675. Puis il appartint à l'Accademia di San Luca, et à son retour en France en 1676, il entra à l'Académie royale de peinture et de sculpture.

## Carrière
François Lespingola est connu pour avoir participé à la sculpture des statues, vases et copies d'antiques du jardin de Versailles (il a notamment réalisé Bérénice, pour le bassin de Neptune). Il travailla pour Monseigneur au château de Meudon.